# Chiesa-oratorio di Santa Maria della Visitazione
La chiesa-oratorio di Santa Maria della Visitazione, nota anche come la Cappella Nuova, è un edificio religioso barocco che si trova a Lumino.

## Storia
Dell'origine dell'edificio non esiste piena documentazione. Secondo una leggenda locale, la chiesa sarebbe sorta entro la fine del X secolo. Il riparo che la protegge dal fiume è certamente anteriore al XVI secolo, data alla quale si fa risalire una prima attestazione pressoché certa dell'edificio. Fra il 1720 e il 1733 l'edificio fu radicalmente modificato, assumendo le forme attuali e acquisendo un portico, sul quale fu segnata la data 1728. Nel 1799 l'oratorio funse da lazzaretto prima per l'esercito francese, poi per quello austriaco e infine per quello russo. Nel 1949 la chiesa fu restaurata.

## Descrizione
Il portico è dotato di un tetto in piode che si regge su due pilastri. Sulla facciata si trovano una trifora a forma di mezzaluna e una croce che dà accesso al solaio.
La copertura della chiesa, in calce, è a schifo nella navata e a crociera nel coro. All'interno sono di rilievo due rappresentazioni della Visitazione: un affresco del 1603 e una pala d'altare su tela del 1779, poi pesantemente modificata, che reca la firma "Jo. Pancaldi".